# Okręgowe rozgrywki w piłce nożnej woj. warmińsko-mazurskiego (2011/2012)

## Ekstraklasa - III liga
Drużyny z województwa warmińsko-mazurskiego występujące w ligach centralnych i makroregionalnych:
- Ekstraklasa - brak
- I liga - Olimpia Elbląg
- II liga - Stomil Olsztyn, Jeziorak Iława
- III liga - Huragan Morąg, Concordia Elbląg, Mrągovia Mrągowo, Start Działdowo, Czarni Olecko, Motor Lubawa, Zatoka Braniewo, MKS Korsze, Granica Kętrzyn, Olimpia 2004 Elbląg

## IV liga
| Poz. | Klub                         | M  | Pkt. | Bramki |
| ---- | ---------------------------- | -- | ---- | ------ |
| 1    | Sokół Ostróda                | 30 | 72   | 91-32  |
| 2    | Płomień Ełk                  | 30 | 66   | 70-28  |
| 3    | Znicz Biała Piska            | 30 | 59   | 59-32  |
| 4    | Drwęca Nowe Miasto Lubawskie | 30 | 57   | 62-38  |
| 5    | Rominta Gołdap               | 30 | 52   | 50-33  |
| 6    | Barkas Tolkmicko             | 30 | 50   | 56-45  |
| 7    | Błękitni Pasym               | 30 | 46   | 59-54  |
| 8    | GKS Wikielec                 | 30 | 42   | 44-50  |
| 9    | Start Nidzica                | 30 | 40   | 46-50  |
| 10   | Pisa Barczewo                | 30 | 40   | 42-41  |
| 11   | Stomil II Olsztyn            | 30 | 40   | 53-63  |
| 12   | Mamry Giżycko                | 30 | 33   | 32-41  |
| 13   | Vęgoria Węgorzewo            | 30 | 29   | 41-58  |
| 14   | Polonia Pasłęk               | 30 | 27   | 23-62  |
| 15   | Mazur Ełk                    | 30 | 23   | 33-77  |
| 16   | Tęcza Biskupiec              | 30 | 9    | 33-90  |

## Klasa okręgowa

### grupa I
- awans: Omulew Wielbark, DKS Dobre Miasto
- spadek: GLKS Jonkowo, MKS Szczytno

### grupa II
- awans: Polonia Iłowo, Orzeł Janowiec Kościelny
- spadek:Iskra Narzym, Osa Ząbrowo

## Klasa A
- grupa I:
  - awans: Start Kozłowo
  - spadek: Pogoń Ryn
- grupa II:
  - awans: Dąb Kadyny
  - spadek: Granica Zagaje
- grupa III:
  - awans: Leśnik Nowe Ramuki
  - spadek: GKS Dźwierzuty
- grupa IV:
  - awans: Unia Susz
  - spadek: LZS Jamielnik

## Klasa B
- grupa I - awans: Mazur Wydminy
- grupa II - awans: Piast Wilczęta
- grupa III -awans: Tessa Tuszewo
- grupa IV - awans: Gmina Kozłowo
- grupa V - awans: Warmianka Bęsia

## Wycofania z rozgrywek
Prątniczanka Prątnica, Victoria II Rychliki, Warmiak II Łukta, Zamek II Kurzętnik, Czereś Sport Olsztyn, Orzeł Stare Juchy, Olimpia II Elbląg

## Nowe zespoły
LZS Świątki-Skolity, Barkas II Tolkmicko, LKS Spręcowo, Czereś Sport Olsztyn, Perkun Orżyny, Żagiel Piecki